# Municipi de Sungurlare
El municipi de Sungurlare (búlgar: Община Сунгурларе) és un municipi búlgar pertanyent a la província de Burgàs, amb capital a la ciutat homònima. Es troba a la punta nord-oest de la província.
L'any 2011 tenia 12.559 habitants, un 49,31% búlgars, un 28,29% turcs i un 7,4% gitanos. Aproximadament una quarta part de la població municipal viu a la capital.

## Localitats
El municipi es compon de les següents localitats:
| - Sungurlare - Beronovo - Bosilkovo - Vedrovo - Vezenkovo - Velislav - Valchin - Gorovo - Grozden - Dabovitsa - Esen - Zavet | - Kamchia - Klimash - Kosten - Lozarevo - Lozitsa - Manolich - Podvis - Prilep - Pchelin - Sadovo - Skala - Slavyantsi | - Saedinenie - Terziysko - Chernitsa - Chubra |